# De l'or pour les braves
Pour plus de détails, voir Fiche technique et Distribution.
De l'or pour les braves (Kelly's Heroes) est un film de guerre américain, humoristique et subversif, réalisé par Brian G. Hutton et sorti en 1970.

## Synopsis
Pendant la Seconde Guerre mondiale, près de Nancy en France, Kelly (Clint Eastwood), un ancien lieutenant rétrogradé, capture un colonel du renseignement allemand. Lorsque Kelly remarque que son prisonnier est porteur d'un lingot d'or, il le saoule pour obtenir des informations. Avant qu'il ne soit tué, le prisonnier ivre révèle qu'il y a un stock de 14 000 barres d'or entreposées dans un coffre de banque, à 40 kilomètres, dans les lignes allemandes, dans la ville de Clermont-en-Argonne.

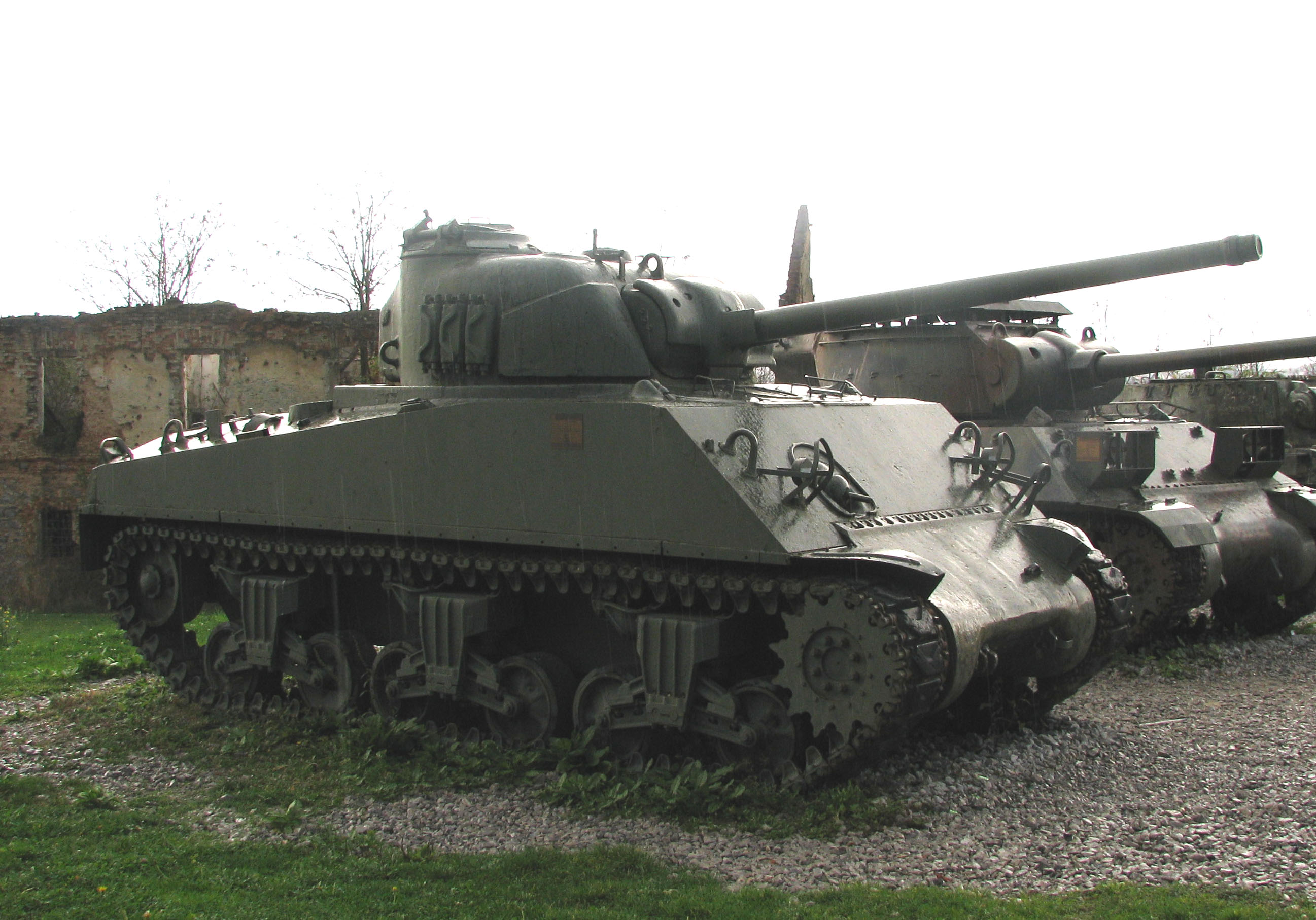
Tank M4 A3 Sherman utilisé dans le film

Kelly recrute le reste du peloton, y compris le sergent incrédule « Big Joe » (Telly Savalas). Finalement, d'autres soldats doivent être recrutés ou s'invitent à l'opération. Comme le sergent des approvisionnements « Crapgame l'escroc » (Don Rickles) ou un anachronique hippie, commandant de chars M4 Sherman, « Oddball le cinglé » (Donald Sutherland), ainsi que des stéréotypes de G.I., présentés comme compétents, las de la guerre.
Il devient rapidement évident que leur propre armée est tout autant un obstacle que les Allemands. Un chasseur-bombardier allié les prend pour des ennemis, les attaque et détruit leurs véhicules. Ils doivent poursuivre à pied et lutter contre des patrouilles allemandes.
Quand le général Colt (Carroll O'Connor), un opportuniste fanatique, capte des messages radio du peloton qui progresse, il les interprète comme une percée audacieuse des troupes. Il se précipite en première ligne pour accompagner cette percée. Il y voit une belle occasion de gloire.
Les hommes de Kelly se hâtent vers la ville pour y parvenir avant leur propre armée. Là, ils découvrent que la ville est défendue par trois redoutables chars Tigre avec un appui d'infanterie. Ils pénètrent dans la ville et s'en emparent prenant la défense allemande par surprise.
Un char Tigre reste en place devant la banque. Kelly arrive à convaincre le commandant du char Tigre (Karl-Otto Alberty), dont le véhicule est endommagé, de détruire le mur d'enceinte de la banque pour partager le butin. Ils s'emparent des barres d'or au moment où la population de la ville fête sa libération. Ils les partagent entre eux et évacuent au moment où le général Colt survient. Il décore ce qu'il pense être des soldats méritants : des braves.

## Fiche technique
- Titre : De l'or pour les braves
- Titre original : Kelly's Heroes
- Réalisation : Brian G. Hutton, assisté d'Andrew Marton et John Landis (non crédité)
- Scénario : Troy Kennedy-Martin
- Production : Sidney Beckerman, Gabriel Katzka (en), Harold Loeb et Irving L. Leonard
- Société de production : Metro-Goldwyn-Mayer
- Musique : Lalo Schifrin
- Photographie : Gabriel Figueroa
- Montage : John Jympson
- Décors : John Barry et Aleksandar Milovic
- Pays d'origine : États-Unis
- Langues originales : anglais, français et allemand
- Format : couleur (Metrocolor) — 35 mm — 2,35:1 — son stéréo
- Budget : 4 000 000 $[2]
- Genre : Guerre, comédie
- Durée : 144 minutes
- Dates de sortie : 23 juin 1970 (États-Unis), 26 février 1971 (France)
- (fr) Mention CNC[3] : tous publics (visa d'exploitation no 37672 délivré le 12 octobre 1970)
- Affiche : Raymond Elseviers (Belgique)

## Distribution
- Clint Eastwood (VF : Denis Savignat[4]) : Kelly
- Telly Savalas (VF : Claude Bertrand) : Sergent Joe dit "Big Joe"
- Donald Sutherland (VF : Bernard Woringer) : Oddball dit "le cinglé"
- Don Rickles (VF : Philippe Dumat) : Crapgame dit "l'escroc"
- Carroll O'Connor (VF : Robert Bazil) : le général Colt
- Gavin MacLeod (VF : René Bériard) : Moriarty
- Hal Buckley : Maitland
- Stuart Margolin (VF : Jacques Thébault) : Little Joe
- Jeff Morris (VF : Jacques Deschamps) : Cowboy
- Richard Davalos (VF : Daniel Gall) : Gutowski
- Perry Lopez (VF : Gérard Hernandez) : Petuko
- Tom Troupe (VF : Sady Rebbot) : Job
- Harry Dean Stanton (VF : Bernard Tiphaine) : Willard
- George Savalas (VF : Albert Augier) : Sergent Mulligan
- Ross Elliott (VF : Roland Ménard) : Major Booker
- Dick Balduzzi : Fisher
- Gene Collins : Babra
- Karl-Otto Alberty : Le commandant du dernier char Tigre

## Autour du film
- Le film, censé se dérouler en Lorraine, est tourné en Yougoslavie car on y trouve encore de nombreux tanks Sherman dans les années 1970. Quant aux chars « Tigres » des Allemands, il s'agit en réalité de tanks T-34 russes modifiés.
- Le "Sturmbannführer" est en réalité Hauptsturmführer. Le « sergent » SS est en réalité adjudant (Oberscharführer). Le maire de "Clarmont" a mis son écharpe à l'envers (rouge vers le haut) ; lorsqu'il parle avec le sergent Joe, elle est à l'endroit (bleu vers le haut).
- Un enregistrement de Clint Eastwood chantant Burning Bridges, le thème du film, a été fait ; il n'a jamais été diffusé.
- Le film était initialement plus tragique. Clint Eastwood confessa[5] qu'il regretta la version finale montée du film, car il avait tourné des scènes plus « dures » et faisant l'introspection des personnages ou en dénonçant la guerre : plus de 20 minutes sont coupées. En réalité, entre le scenario original qui s'inspirait d'un fait divers et la production finale qui cherche à rivaliser avec le film MASH, le film passe de la comédie-dramatique à un film satirique.
- Le réalisateur John Landis est assistant de production dans le film. Il apparaît à l'écran déguisé en nonne.
- Le film est inspiré d'un fait réel[6] survenu à la fin de Seconde Guerre mondiale lorsque des soldats américains récupérèrent de l'or nazi avec le concours de soldats de la Wehrmacht en Bavière en 1945. Ce « casse » fut même ajouté au Livre Guinness des records grâce au travail de l'historien Ian Sayer.

## Réception critique et commerciale
Sorti aux États-Unis peu de temps après Sierra torride, précédent film avec Eastwood en vedette, De l'or pour les braves ne reste qu'une seule semaine dans le top 10 hebdomadaire du magazine Variety. Finalement, le film se hisse à la 30e place du top annuel de Variety, avec 4,2 millions $ de recettes net et rapportera un total de 5 200 000 $ de recettes au box-office, ce qui est relativement décevant,.
Il a totalisé 661 768 entrées en France et 1 100 000 entrées (soit 13 570 000 SEK) en Suède. Dans les autres pays, le film totalise 2,2 millions d'entrées en Italie, 1,4 million d'entrées en Espagne et 28 000 entrées en Belgique francophone.
Il s'est classé à la 34e place au classement des 100 plus grands films de guerre de tous les temps de Channel 4.
De l'or pour les braves reçoit 80 % des 20 commentaires positifs sur le site Rotten Tomatoes.

## Voir également
- Les Morfalous d'Henri Verneuil (1984), qui se déroule pendant la Seconde guerre mondiale en Tunisie, avec des soldats de la Légion étrangère.
- Les Rois du désert de David O. Russell (1999), qui se déroule durant la guerre du Golfe avec des soldats américains.
- Blood & Gold (2023), à la fin du film des soldats américains tombent sur les lingots d'or que les nazis cherchaient.